# Voucher
O voucher (AFI: /ˈvaʊ.tʃər/, "garantia" ou "comprovante") é um termo do inglês que possui um determinado valor monetário e que pode ser gasto apenas em razões específicas ou em produtos específicos. Como sinônimo de "comprovante", é usado frequentemente para se referir a recibos utilizados como evidência, por exemplo, ou declaração de que o serviço foi realizado, ou que a despesa foi feita, ou ainda, referindo-se ao lançamento contábil realizado.

## No turismo
Os vouchers são utilizados principalmente no setor de turismo como prova, em  nome do cliente,  de ter direito a um serviço em um tempo específico e lugar. Os prestadores de serviços os recebem para cobrar do operador turístico ou agente de viagens que enviou esse cliente, para provar que o serviço foi entregue. A vida de um voucher é conforme abaixo:
1. O cliente recebe cupons do operador turístico ou agente de viagens para os serviços comprados[4];
2. O cliente vai para o local das férias e apresenta o voucher, o qual relaciona os serviços contratados[4];
3. O provedor recolhe os comprovantes (voucher)[4];
4. O provedor envia os comprovantes recolhidos para o agente ou o operador que enviou os clientes ao longo do tempo, solicitando o pagamento por esses serviços prestados e comprovados com os vouchers[4];
5. Os vouchers não utilizados podem ser cobrados posteriormente ou não, de acordo com as normas contratuais do operador, conforme cada caso[4].

## Contas a pagar
Um voucher é um documento contabilístico (usado somente no exterior) que representa uma intenção interna para fazer um pagamento a uma entidade externa, como um fornecedor ou prestador de serviço. Um voucher é produzido normalmente após ter recebido um fornecedor fatura, após a fatura é sucesso corresponde a um pedido de compra. Um voucher conterá informações detalhadas sobre o beneficiário, o valor monetário de pagamento, uma descrição da operação, e muito mais. Em sistemas de Contas a Pagar, um processo chamado "ciclo de pagamento" é executado para gerar pagamentos correspondentes aos títulos não pagos. Esses pagamentos podem ser liberados ou detido, a critério de um supervisor de Contas a Pagar ou a empresa Controller. O termo também pode ser usado com referência a contas a receber, onde também é um documento que representa a intenção de fazer um ajuste de contas, e para a razão geral onde há necessidade de ajustar as contas no prazo que razão, nesse caso, é previsto como um voucher de revista.

## Os telefones móveis
Um voucher é um número de recarga vendido a um cliente para recarregar seus cartões SIM com o dinheiro e para estender o cartão de disponibilidade o período. Os vouchers são normalmente vendidos em lojas de varejo, como lojas de telefone executado pela operadora ou pelos distribuidores, supermercados e postos de gasolina. Os vouchers podem ser adquiridos online em sites como o distribuidor PandaPhone na China, ou PrepaidWireless nos EUA. Estes serviços de e-mail um comprovante para o comprador, geralmente na forma de dígitos PIN 16, que é então inserido no telefone. Sites de recarga online podem cobrar taxas e exigir o registro ou um processo de aprovação de pagamento antes de aceitar Cliente Ausente pagamentos online. Após a aceitação de pagamento, ao comprador é então enviada uma carta de confirmação incluindo o código PIN e instruções de recarga.
Outras opções de recarga online de celular pré-pago não requerem uma senha e podem ou não podem cobrar taxas, fornecendo serviços de recarga instantânea online sem comprovantes. Considerando fastrecharge.com é um outro serviço de recarga online com base em documentos. O problema é com os comprovantes prazo de validade e a possibilidade de thefting / gerar o código de recarga. Freecharge.in, trouxe um modelo exclusivo para esse negócio e dá vales de desconto livre de Indian lojas junto com cada recarga online. Mobikwik [6], na Índia, oferece uma "recarga com SMS" recurso onde depois de depositar um saldo em uma conta Mobikwik, compradores chamar a empresa para a ativação. Os compradores podem recarregar qualquer valor sem as taxas, enviando um SMS. Aryty também é baseada na Índia e aceita pagamentos online de todo o mundo e para os EUA e Canadá para recarga de telefones celulares no uso de SMS na Índia. Outro serviço de recarga online que não exige cheques e não cobra taxas é Prepaid.com. www.prepaid.com é baseado em os EUA e aceita pagamentos, tais como Visa ou MasterCard ou débito, cartões de crédito para recarregar celulares no México. Prepaid.com não requer registo e recarrega os destinatários telefone imediatamente.
Os vouchers são a forma predominante de recarga para celulares pré-pagos, em muitos países como a Itália e a Espanha, onde mais de 90% dos consumidores usam cupons, e no Reino Unido, onde mais de 60% compram cupons no varejo. Em outros países, como os Estados Unidos, a Irlanda e muitos países nórdicos, existe uma tendência crescente de clientes de cartão de recarga apresentar opções não como pagamentos online, ou através de seus telefones celulares para falar com o operador e recarregar com um representante das Empresas (RSE), ou através de sistema URA (Interactive Voice Response). Um número crescente de operadoras de telefonia celular pré-pago como o Meteor na Irlanda e na T-Mobile EUA estão oferecendo a opção de enviar um SMS (texto a pagar), ou usar aparelho aplicações, tais como WAP ou tecnologia BREW.

## Internet
Em inglês, o termo voucher significa Cupom de Desconto. Estes tipos de vouchers podem ser inseridos ao fazer compras online para obter descontos ou benefícios como brindes e frete gratuito. Geralmente o voucher tem a forma de um código. Existem muitos sites na internet dedicados a promover estas ofertas e cupons de desconto online, assim como grupos do Facebook. Em ocasiões especiais, são divulgados centenas de vouchers.